# Ballroom Stories
Ballroom Stories è un album del musicista austriaco Klaus Waldeck, pubblicato nel 2007. È uno degli album più popolari e di maggior successo di Waldeck. Il disco inaugura la collaborazione fra il produttore e la cantautrice e musicista Zeebee, anche lei austriaca, che partecipa all'album come autrice e cantante di vari brani.
L'album è noto per la sua unione fra jazz, swing e musica elettronica, con atmosfere evocative e raffinate. Rispetto ai precedenti lavori di Waldeck, il disco presenta sonorità maggiormente orientate verso il trip hop.

## Critica
L'album ha ricevuto un'accoglienza generalmente positiva; Mark Deming di AllMusic ha detto: «Ballroom Stories è musica dance elettronica progettata per evocare i suoni e i mood degli anni '20, quando glamour e intrigo camminavano mano nella mano tra sale da ballo e speakeasy».

## Tracklist
1. Make My Day – 2:49 (Waldeck, Malcom)
2. Jerry Weintraub – 3:08
3. Memories – 3:53 (Zeebee, Waldeck)
4. Addicted – 3:56 (Zeebee, Waldeck)
5. So Black & Blue – 3:28 (P. Moosbrugger, Waldeck)
6. Midsummer Night Blue – 4:37 (Zeebee, Waldeck)
7. Why Did We Fire the Gun? – 5:35 (Zeebee, Waldeck)
8. Dope Noir – 4:13
9. Get Up...Carmen – 4:00
10. Bei Mir Bist du Schön (Dub) – 4:09 (Jacobs, Cahn, Chaplin, Secunda)
11. Our Day Will Come – 4:48 (Bob Garson, Mort Hilliard)

## Musicisti
- Brian Amos – voce
- Thomas Berghammer – tromba
- Mort Garson – composizione
- Bob Hilliard – composizione
- Peter Huber – tromba
- Albin Janoska – pianoforte
- Joy Malcolm – voce
- Ilse Riedler – clarinetto
- Klaus Waldeck – performer, produttore, compositore
- Zeebee – autrice, compositrice, voce